# Bahnstrecke Montréjeau–Luchon
| Gleichstromlokomotive der SNCF-Baureihe BB 9300 mit Nachtzugwagen in Luchon (1992) |                                |                                                                     |                                                                     |
| Streckennummer (SNCF): | 668 000                        |                                                                     |                                                                     |
| Streckenlänge: | 35,6 km                        |                                                                     |                                                                     |
| Spurweite: | 1435 mm (Normalspur)           |                                                                     |                                                                     |
| Stromsystem: | 1925–2017: 1,5 kV =            |                                                                     |                                                                     |
| Maximale Neigung: | 15 ‰                           |                                                                     |                                                                     |
| Streckengeschwindigkeit: | 90 km/h                        |                                                                     |                                                                     |
| Zugbeeinflussung: | CAPI (elektron. Streckenblock) |                                                                     |                                                                     |
| |                                |                                                                     |                                                                     |
| \| \| \| Bahnstrecke Toulouse–Bayonne v. Bayonne \| \| \| \| 103,877 \| Montréjeau-Gourdan-Polignan \| 423 m \| \| \| (0,000) \| Bahnstrecke Toulouse–Bayonne n. Toulouse \| Bahnstrecke Toulouse–Bayonne n. Toulouse \| \| \| 104,804 \| Betrieb: SNCF Réseau – Okzitanien \| Betrieb: SNCF Réseau – Okzitanien \| \| \| \| \| \| \| \| 108,417 \| Labroquère – Saint-Bertrand-de-Comminges \| 454 m \| \| \| \| \| \| \| \| 109,779 \| Garonne (49 m) \| Garonne (49 m) \| \| \| 111,344 \| Loures-Barousse \| 444 m \| \| \| 111,745 \| Ourse (Izaoutet) (14 m) \| Ourse (Izaoutet) (14 m) \| \| \| 118,089 \| Saléchan – Siradan bis 2014 \| 463 m \| \| \| ≈118,60 \| Saléchan – Siradan seit 2025 \| Saléchan – Siradan seit 2025 \| \| \| 119,779 \| Garonne (Viaduc de Fronsac) (47 m) \| Garonne (Viaduc de Fronsac) (47 m) \| \| \| 120,535 \| Fronsac \| 470 m \| \| \| 122,914 \| Garonne (Pont de Marignac) (36 m) \| Garonne (Pont de Marignac) (36 m) \| \| \| 124,103 \| Marignac – Saint-Béat \| 491 m \| \| \| \| \| \| \| \| \| Bahnstrecke Marignac–Pont-du-Roy (Tramway de Marignac à Val-d’Aran) \| \| \| \| \| \| \| \| \| 125,950 \| Tunnel de Cap-del-Mail (69 m) \| Tunnel de Cap-del-Mail (69 m) \| \| \| 126,418 \| Pique (Pont de Signac) (51 m) \| Pique (Pont de Signac) (51 m) \| \| \| 127,275 \| Anos \| 533 m \| \| \| 129,039 \| Pique (Pont de Guran) (23 m) \| Pique (Pont de Guran) (23 m) \| \| \| 129,672 \| Pique (Pont de Lège) (15 m) \| Pique (Pont de Lège) (15 m) \| \| \| 129,949 \| Lit (8 m) \| Lit (8 m) \| \| \| 129,961 \| Lège \| 576 m \| \| \| 132,865 \| Cier-de-Luchon \| 591 m \| \| \| 135,798 \| Antignac \| 601 m \| \| \| 139,321 \| Bagnères-de-Luchon \| 620 m \| |                                |                                                                     |                                                                     |
| |                                | Bahnstrecke Toulouse–Bayonne v. Bayonne                             |                                                                     |
| Bahnhof | 103,877                        | Montréjeau-Gourdan-Polignan                                         | 423 m                                                               |
| Abzweig geradeaus und nach links | (0,000)                        | Bahnstrecke Toulouse–Bayonne n. Toulouse                            | Bahnstrecke Toulouse–Bayonne n. Toulouse                            |
| Wechsel des Eisenbahninfrastrukturunternehmens | 104,804                        | Betrieb: SNCF Réseau – Okzitanien                                   | Betrieb: SNCF Réseau – Okzitanien                                   |
| |                                |                                                                     |                                                                     |
| ehemaliger Bahnhof | 108,417                        | Labroquère – Saint-Bertrand-de-Comminges                            | 454 m                                                               |
| |                                |                                                                     |                                                                     |
| Brücke über Wasserlauf | 109,779                        | Garonne (49 m)                                                      | Garonne (49 m)                                                      |
| Haltepunkt / Haltestelle, ehemals Bahnhof | 111,344                        | Loures-Barousse                                                     | 444 m                                                               |
| Brücke über Wasserlauf | 111,745                        | Ourse (Izaoutet) (14 m)                                             | Ourse (Izaoutet) (14 m)                                             |
| ehemaliger Bahnhof | 118,089                        | Saléchan – Siradan bis 2014                                         | 463 m                                                               |
| Haltepunkt / Haltestelle | ≈118,60                        | Saléchan – Siradan seit 2025                                        | Saléchan – Siradan seit 2025                                        |
| Brücke über Wasserlauf | 119,779                        | Garonne (Viaduc de Fronsac) (47 m)                                  | Garonne (Viaduc de Fronsac) (47 m)                                  |
| ehemaliger Haltepunkt / Haltestelle | 120,535                        | Fronsac                                                             | 470 m                                                               |
| Brücke über Wasserlauf | 122,914                        | Garonne (Pont de Marignac) (36 m)                                   | Garonne (Pont de Marignac) (36 m)                                   |
| U-Bahn-Kopfbahnhof Streckenanfang · Bahnhof | 124,103                        | Marignac – Saint-Béat                                               | 491 m                                                               |
| |                                |                                                                     |                                                                     |
| U-Bahn-Strecke nach links (außer Betrieb) · Kreuzung geradeaus oben |                                | Bahnstrecke Marignac–Pont-du-Roy (Tramway de Marignac à Val-d’Aran) | Bahnstrecke Marignac–Pont-du-Roy (Tramway de Marignac à Val-d’Aran) |
| |                                |                                                                     |                                                                     |
| Tunnel | 125,950                        | Tunnel de Cap-del-Mail (69 m)                                       | Tunnel de Cap-del-Mail (69 m)                                       |
| Brücke über Wasserlauf | 126,418                        | Pique (Pont de Signac) (51 m)                                       | Pique (Pont de Signac) (51 m)                                       |
| ehemaliger Haltepunkt / Haltestelle | 127,275                        | Anos                                                                | 533 m                                                               |
| Brücke über Wasserlauf | 129,039                        | Pique (Pont de Guran) (23 m)                                        | Pique (Pont de Guran) (23 m)                                        |
| Brücke über Wasserlauf | 129,672                        | Pique (Pont de Lège) (15 m)                                         | Pique (Pont de Lège) (15 m)                                         |
| Brücke über Wasserlauf | 129,949                        | Lit (8 m)                                                           | Lit (8 m)                                                           |
| ehemaliger Haltepunkt / Haltestelle | 129,961                        | Lège                                                                | 576 m                                                               |
| ehemaliger Bahnhof | 132,865                        | Cier-de-Luchon                                                      | 591 m                                                               |
| ehemaliger Haltepunkt / Haltestelle | 135,798                        | Antignac                                                            | 601 m                                                               |
| Kopfbahnhof Streckenende | 139,321                        | Bagnères-de-Luchon                                                  | 620 m                                                               |

Die Bahnstrecke Montréjeau–Luchon ist eine Nebenbahn in der südfranzösischen Region Okzitanien, die das Thermalbad Luchon in den Pyrenäen mit seinem Skigebiet vor allem an deren Hauptstadt Toulouse anbindet.

## Geschichte
Die Strecke wurde 1873 eröffnet und 1925 elektrifiziert. Neben den fünf bis sechs täglichen TER-Zugpaaren (davon eines ab und bis Toulouse-Matabiau) verkehrten Nachtzugkurswagen von Paris-Austerlitz ganzjährig in der Nacht auf Samstag nach Luchon und auf Montag zurück, von Januar bis März zusätzlich die Fahrten dazwischen und im Juli und August täglich. Im November 2014 wurde der gesamte Schienenverkehr vorläufig auf die Straße verlagert, da der Zustand der Infrastruktur einen Weiterbetrieb nicht zuließ.
Nachdem ihr im April 2023 der Betrieb der Strecke übertragen wurde, finanziert die Region ihren Neuaufbau mit barrierefreien Halten als Verknüpfungspunkte zu anderen Verkehrsmitteln. Dabei verzichtet sie endgültig auf die bereits 2017 als marode abgebaute Oberleitung zugunsten eines Modellbetriebs von Wasserstoffzügen für das französische Netz, der im Juni 2025 beginnen soll. Eisenbahninfrastrukturunternehmen der wiedereröffneten Strecke wird die hauptsächlich als Bauunternehmen tätige Travaux du Sud-Ouest des NGE-Konzerns.
Neben sechs Zugpaaren auf der Strecke selbst ist an Wochentagen eines und an Wochenenden zwei durchgehend von und nach Toulouse vorgesehen; im Winter ist eine Kombination aus Zugfahrkarte und Tageskarte für die Skilifte geplant.